# لیپنگک (گمینا شچوچن)
لیپنگک (به لاتین: Lipnik) یک روستا در لهستان است که در گمینا شچوچن واقع شده‌است.